# Guétali

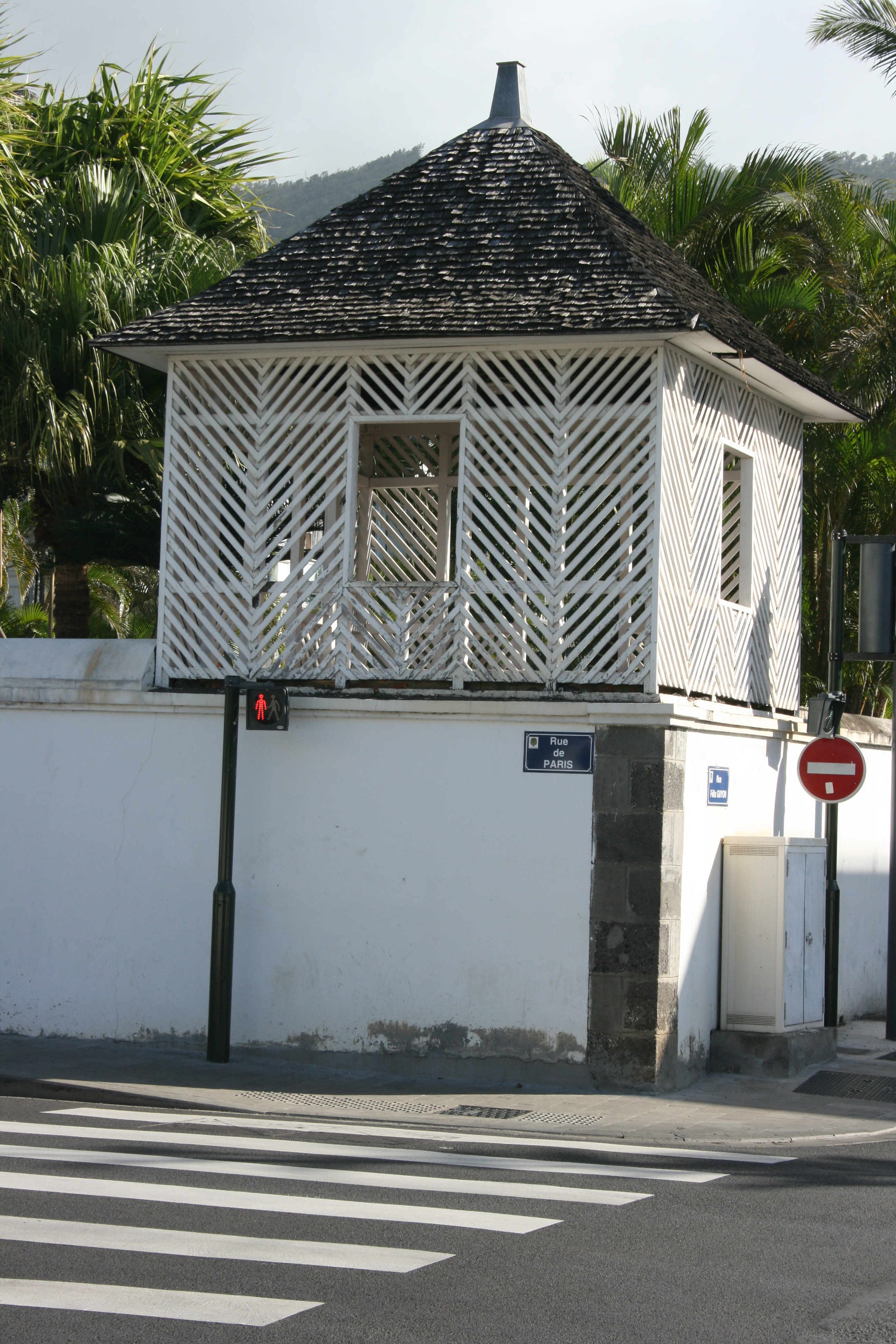
Le guétali de la villa du Département donnant sur la rue de Paris à Saint-Denis de La Réunion.

Un guétali, ou kiosque, est une petite construction pérenne ressemblant à un kiosque typique de l'architecture créole de La Réunion et qu'on élevait autrefois à l'angle des cours murées pour observer les gens passant dans la rue en contrebas sans être remarqué d'eux. Le guétali est plutôt privé et appartient à un particulier alors que le kiosque est public.
Le kiosque est un petit abri très populaire et extrêmement répandu sur l'île de La Réunion.
Couvert par un toit, souvent orné de lambrequins, le guétali protégeait généralement ses occupants du regard des passants par des panneaux en bois ajourés de motifs décoratifs. On sait qu'il était surtout utilisé par les jeunes filles de bonne famille.
Son origine est à rechercher dans la mode des gloriettes dans l'architecture balnéaire et de villégiature du XIXe siècle. Son nom vient de guette a li, qui signifie « épie-le » en créole réunionnais.
Si la présence de kiosques est attestée bien avant le XVIIIe siècle en Europe, le kiosque réunionnais existe, lui, depuis au moins le XXe siècle sans qu'une date exacte ne soit connue.
À La Réunion, les kiosques publics sont très utilisés toute l'année, essentiellement pour le pique-nique, par les Réunionnais plus que par les touristes. L'Office national des forêts de La Réunion qui en assure la fabrication et la gestion en compte 236 répartis sur toute l'île.
Ils sont un patrimoine architectural mais aussi un patrimoine immatériel, une richesse sociale et culturelle.
Il faut différencier les guétalis des kiosques publics type ONF. La majorité des observations ci-après concernent les kiosques type ONF (publics et répondant aux observations ci-dessus), mais pas les guétalis à proprement parler (privés, traditionnellement en bordure de propriété), qui sont pourtant un objet distinct et le sujet de cette page.

## Étymologie
Guétali vient tout simplement de la prononciation en créole réunionnais de Guèt' a li, soit « regarde-le » ou « surveille-le ». Cette formulation en créole réunionnais est elle-même dérivée du français « guetter » quelqu'un.

## Fabrication
Fabriqué par l'Atelier bois de la Réunion de l'Office national des forêts, le kiosque est constitué de divers matériaux :
- le bois est utilisé pour réaliser le toit, certains bancs, piliers, tables et poutres ;
- le béton est utilisé pour réaliser les bancs, les tables, les piliers et le sol du kiosque ;
- le fer est utilisé pour fabriquer les rambardes qui encerclent les kiosques. Celles-ci ont une double vocation : sécuriser le kiosque et renforcer l'intimité.

Cinq essences de bois sont proposées pour la fabrication :
- le pin sylvestre ;
- le keruing en provenance d’Asie ;
- le niové en provenance d’Afrique (Cameroun, Guinée, Gabon, Congo, Zaïre) ;
- le cryptoméria de la Réunion ;
- le tamarin, un arbre endémique de La Réunion.

La description ci-dessus concerne les kiosques tels que présents sur les aires de pique-nique (type kiosques ONF), mais pas les guétalis, sujets de cette page. Ceux-ci sont un équivalent mais dans un espace privé (le plus souvent un jardin), et ne sont donc pas ouverts au public. Leur architecture peut-être plus ou moins ornementée et diffère souvent fortement des kiosques ONF. La construction peut être très variable selon les espaces (taille, matériaux/essences, motifs…). Tous conservent cette finalité d'abris plus retirés permettant d'observer les alentours.

## Emplacements
Le kiosque, qui fait penser à un chapiteau ou à un gazébo (petit pavillon de jardin), se trouve dans les lieux de loisirs des Hauts (en forêt, en montagne, etc.) et des Bas (sur le littoral, à proximité des aires de jeux, etc.). Les Hauts sont particulièrement prisés pendant la saison chaude pour bénéficier de températures plus clémentes.
Le kiosque est l'édifice emblématique des lieux de pique-nique réunionnais.
Ce Lieu se veut public et accessible et se situe en général assez près des routes pour limiter le temps de marche jusqu'à lui et assez loin pour éviter d'être incommodé par le bruit de la circulation automobile. De plus en plus souvent, il est accessible aux personnes à mobilité réduite.
Le paragraphe ci-dessus concerne les kiosques publics type ONF, pas les guétalis à proprement parler, qui sont un objet distinct et le sujet de cette page.

## Fonction
C'est un lieu de sociabilité, un espace convivial dont le toit est destiné à protéger ses utilisateurs du soleil et des autres aléas météorologiques comme la pluie ou le vent. Le toit constitue donc le pilier, l'élément essentiel du kiosque.
C'est aussi un espace équipé de divers mobiliers : des tables et des bancs en béton ou en bois. Régulièrement, un foyer et un point d'eau utilisés respectivement pour cuire ou réchauffer les repas (des caris) et abreuver les utilisateurs, se trouvent à proximité immédiate du kiosque. Le nombre de sorties évaluées sur ces aires d'accueil chaque année est de deux millions huit cent mille, dont un million huit cent mille concerneraient le pique-nique pour lui-même.
Globalement, le kiosque est un espace récréatif qui accueille des familles, des amis mais aussi des amoureux. 
Le kiosque peut avoir également d’autres usages : 
- cacher des balises pour les courses d’orientation ;
- un rendez-vous amoureux ;
- un lieu de rassemblement d’amis ;
- un lieu de réflexion ou de méditation ;
- un lieu pour la musique (répétitions ou concerts).

Le paragraphe ci-dessus concerne les kiosques publics type ONF, pas les guétalis à proprement parler, qui sont un objet distinct et le sujet de cette page.

## Les kiosques, un patrimoine immatériel
Le kiosque à la Réunion fait partie du patrimoine immatériel : il a un rôle social et culturel important puisqu’il est lié à la tradition familiale du pique-nique, en bord de mer, dans les Hauts, dans les parcs, au bord des rivières ou au bord des routes.
Le pique-nique se fait aussi entre amis, ou à l’occasion d’un anniversaire ou autre événement à fêter. Il s’organise au moins une semaine à l’avance et a lieu généralement le dimanche ou un jour férié : un membre de la famille est désigné pour se rendre sur place et réserver un kiosque très tôt le matin, aux alentours de six heures, pour ne pas prendre le risque de ne plus trouver de place car il n’y a jamais assez de kiosques en certains endroits très prisés.
Un kiosque accueille 5 à 10 personnes, parfois certaines familles en réservent deux. On accroche une bâche pour se protéger du vent si besoin. On prévoit ce que chacun peut apporter pour que le pique-nique soit une réussite (nourriture, boissons, couverts, matériels et jeux). 
Par exemple, au Bois Madame à Sainte-Marie, dans un cadre naturel et verdoyant, une famille se réunit sous un kiosque : chacun arrive peu à peu avant midi. On rassemble la nourriture sous le kiosque, marmites sur la table, « tantes » (paniers) par terre sur le béton ; on apporte chaises, bancs ou « sézi » (nattes), voire tapis ou draps pour asseoir tout le monde. Le cari est souvent préparé au feu de bois, près du kiosque, dans les barbecues prévus à cet effet. Sinon, le plat est préparé très tôt le matin et transporté dans sa marmite, bien fermée avec un torchon pour le transport. La plupart du temps, rougail saucisses avec zambrocal, ou cari poulet, massalé coq, ou civet canard, à moins qu’on prépare un cari tangue ou un civet de zourites. Les enfants jouent, contents de retrouver cousins et cousines, les parents discutent, plaisantent, parlent de tout et de rien. On mange, on boit, on fait la sieste, on joue au ballon, aux dominos, aux cartes ou autre. On mange un gâteau l’après-midi. Si on est au bord de la mer, il faut prévoir la monnaie pour le camion de glaces qui passe. Le pique-nique occupe généralement toute la journée et renforce les liens familiaux. On sent sous le kiosque les essences des bois utilisés (tamarin, cryptoméria, niové, keruing ou pin) s’amalgamer avec les odeurs de la nature environnante et de la nourriture. Le kiosque est ainsi l’écrin dont la famille est le joyau. Le partage du repas est inscrit dans la culture créole : le kiosque permet de faire vivre ce lien humain dans un cadre naturel. Cette pratique fait donc bien partie intégrante des espaces naturels publics à La Réunion.

### Guétalis monuments historiques

#### Guétalis protégés en propre

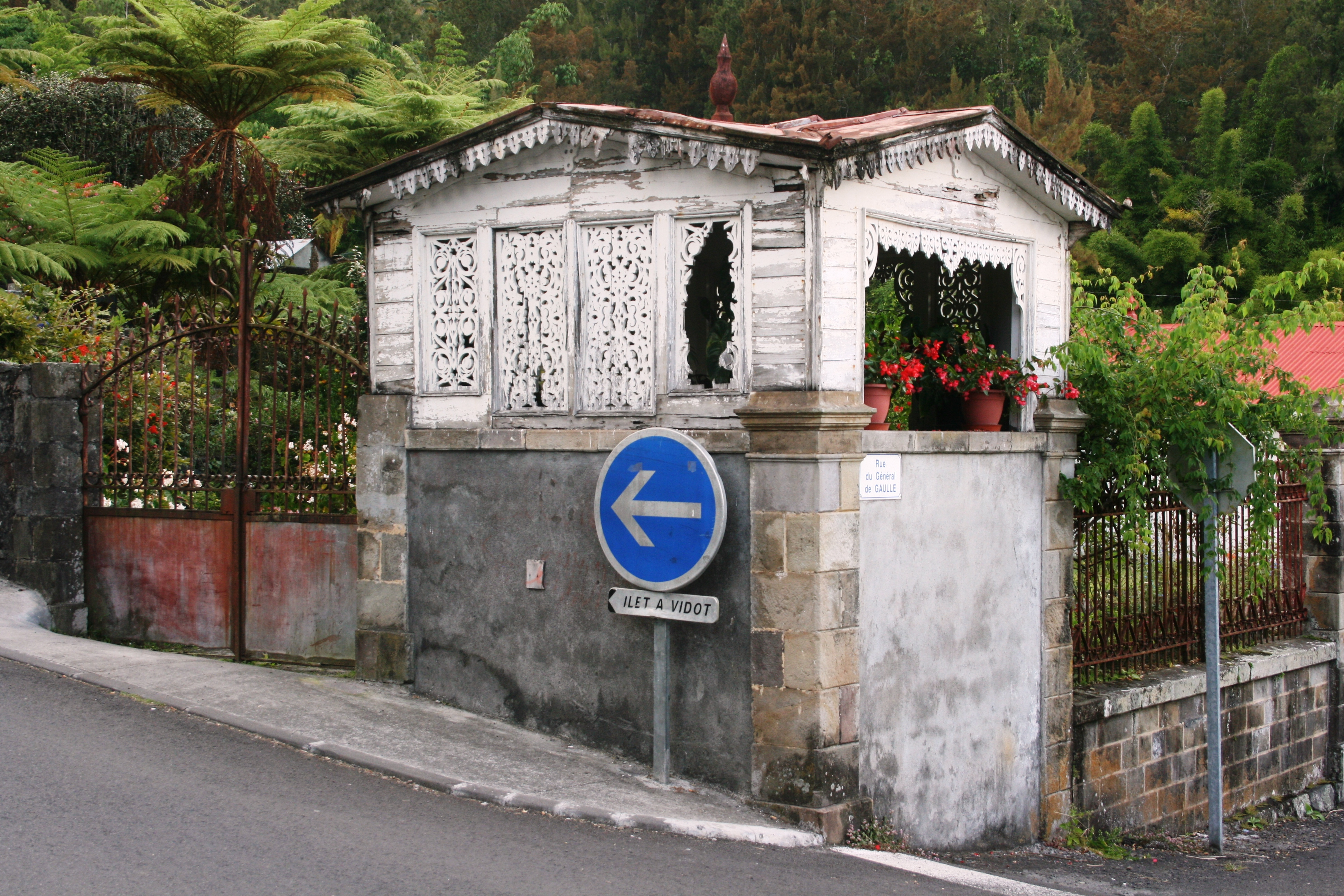
Guétali de la villa Lucilly, à Hell-Bourg.

- Guétali de la villa Barau, à Hell-Bourg.
- Guétali de la villa Lucilly, à Hell-Bourg.

#### Guétalis couverts par la protection du bâtiment principal
- Guétali de la maison de la Banque de La Réunion, à Saint-Denis.
- Guétali de la maison Ponama, à Saint-Denis.
- Guétali de la maison du Premier président de la cour d'appel, à Saint-Denis.

### Autres guétalis
- Guétali de la Villa du Département, à Saint-Denis.